# سمولوتلی
سمولوتلی (به چکی: Smolotely) یک منطقهٔ مسکونی در جمهوری چک است که در ناحیه پریبرام واقع شده‌است.